# Кармолино
Кармо́лино — деревня в городском округе Лосино-Петровский Московской области России.

## География
Расположено на северо-восток от Москвы, на левом берегу реки Вори, в 1 км к юго-востоку от деревни Мишнево.
В Кармолино находятся следующие улицы: Алтынная, Береговая, Березовая Аллея, Детская, Никольская, Спасская, Центральная и Чернышовка, к ней приписано также одно садоводческое товарищество (СНТ).

## Название
Название связано с некалендарным именем Кармоля, для сравнение Юрий Булгаков Кармолин, 1565 г.

## Население
| 1646 | 1678 | 1704 | 1852 | 1859 | 1869 | 1926 |
| ---- | ---- | ---- | ---- | ---- | ---- | ---- |
| 5    | ↗8   | ↗24  | ↗182 | ↗211 | ↘153 | ↗444 |
| 2002 | 2006 | 2010 |      |      |      |      |
| ↘56  | ↘30  | ↗38  |      |      |      |      |

## История
В 1585 Кармолино — деревня на реке Воре Московского уезда, Шеренского и Отъезжего стана, вотчина Демида Ивановича Черемисинова.
В 1623 году было 4 двора крестьян, тогда деревня принадлежала уже Воейковым и Волынским.
В 1646 — 2 двора крестьян с 5 людьми.
В 1678 — сельцо, 1 двор крестьянский (8 человек) и двор вотчинников с деловыми людьми.
В 1696 году в селе Кармолине построена деревянная Спасская церковь, в 1712 году построена новая церковь.
В 1704 — 2 двора крестьян (11 человек) и 2 двора вотчинниковых (13 деловых людей).
В середине XIX века сельцо Кармолино (Спасское) относилось ко 2-му стану Богородского уезда Московской губернии и принадлежало действительному статскому советнику Александре Ивановне Люминарской, а также капитану Федору Андреевичу Левашеву. В деревне было 23 двора, крестьян 84 души мужского пола и 98 душ женского, находилась фабрика сукновальная и кардонной бумаги.
В «Списке населённых мест» 1862 года Крамлино (Спаское) — владельческое сельцо 2-го стана Богородского уезда Московской губернии по левую сторону Стромынского тракта (из Москвы в Киржач), в 23 верстах от уездного города и 12 верстах от становой квартиры, при реке Воре, с 29 дворами и 211 жителями (106 мужчин, 105 женщин).
По данным на 1869 год Крамолино (Кармолино, Крамлино, Спасское) — сельцо Ивановской волости 3-го стана Богородского уезда с 35 дворами, 40 деревянными домами и 153 жителями (39 мужчин, 114 женщин), из них 13 грамотных мужчин. Имелась 21 лошадь, 34 единицы рогатого скота и 11 мелкого, земли было 270 десятин, в том числе 90 десятин пахотной.
В 1913 году — 61 двор, земское училище, трактир.
По материалам Всесоюзной переписи населения 1926 года — центр Кармолинского сельсовета Ивановской волости Богородского уезда в 8 км от Фряновского шоссе и 20 км от станции Щелково Северной железной дороги, проживало 444 жителя (210 мужчин, 234 женщины), насчитывалось 95 хозяйств (81 крестьянское), имелись школа 1-й ступени и шёлкоткацкая артель.

## Транспорт и связь
Для проезда в Кармолино автомобильным транспортом из Москвы надо ехать около 25 км от МКАД по Щёлковскому шоссе А103, повернуть налево в сторону Мизиново, проехать через него, на выезде из Мизиново по мосту пересечь Ворю и по асфальтированной дороге ехать 3 км на север до Кармолино. Всего от МКАД до Кармолино примерно 33 км. Пешком или на велосипеде в Кармолино можно попасть из Мишнево, находящегося от Кармолино на расстоянии около одного км на другом берегу Вори, через которую имеется подвесной пешеходный мост.
Автобусный маршрут до железнодорожной станции Чкаловская (№2429 ст. Чкаловская - Кармолино) курсирует ежедневно 7-8 раз в день. Прямой автобус до г. Москва №429 с/х Орловский - Москва (м. Щелковская) в соседней деревне Мизиново (около 35 минут пешком). 

## Достопримечательности
В Кармолино имеется конно-спортивная база.

## Русская православная церковь
Приход относится к Лосино-Петровскому благочинию.
Церковь Святого мученика Анатолия. Небольшая кирпичная церковь. Сооружена на сельском кладбище в 1999-2004 годах.
Церковь Николая Чудотворца. Строится.
В Кармолино с 1686 года была Спасская церковь. В XVIII веке её упразднили. В конце 1910-х годов в Кармолино построили деревянную Никольскую церковь, в 1932 году её приход закрыли, а сруб перевезли в Мишнево.
|                                                                |  |                                 |  |                                                                     |
| Пешеходный мост в Кармолино через реку Ворю, ведущий к Мишнево |  | Конно-спортивная база Кармолино |  | Церковь во имя святого мученика Анатолия (2005) в деревне Кармолино |